# Parafia św. Bartłomieja w Płocku
Parafia pw. św. Bartłomieja w Płocku – rzymskokatolicka parafia należąca do dekanatu płockiego zachodniego, diecezji płockiej, metropolii warszawskiej.

## Historia parafii
Parafia powstała w 1356 i działa od tego czasu nieprzerwalnie. Jej obecnym proboszczem jest ks. kan. dr Jarosław Kamiński.
Jest to najstarsza parafia Płocka.
Kościół parafialny pw. św. Bartłomieja wybudowany w 1356 roku, z inicjatywy Kazimierza III Wielkiego, konsekrowany przez bp. płockiego Klemensa. Mieści się przy ulicy Kazimierza Wielkiego 1 na Starym Mieście w Płocku. 

## Proboszczowie
Źródło: oficjalna strona parafii
- 1366 – Olbracht
- 1381 – Mikołaj
- 1412 – Arnold, kanonik płocki
- 1460 – Paweł
- 1472 – Grzegorz, zrzekł się probostwa w tym samym roku
- 1472 – Jan z Sokołowa, kanonik pułtuski
- 1489 – Jan z Krośnia, herbu Dołęga
- 1508–1513 – Paweł Kępski z Kępy, równocześnie rektor kościoła parafialnego w Zakrzewie
- 1517, 1555 – Dominik Wityński, zrzekł się probostwa
- 1555–1557 – Jan Wyrzykowski, doktor teologii, kanonik płocki, zm. 1557 r.
- 1557–1558 – Walenty Skowrocki z Kuczborka, przedtem notariusz miejski
- 1579–1584 – Walenty Wróblewski, równocześnie proboszcz toruński
- 1584–1602 – Wojciech Bieliński, kanonik sandomierski i warmiński
- 1602–1631 – Marcin Rostkowski, surogat w konsystorzu płockim, zm. 1631 r.
- 1631–1668 – Wiktor Dzięgielewski, wcześniej wikariusz w katedrze, kanonik i dziekan płocki, sędzia surogat w konsystorzu płockim
- 1668–1699 – Jan Kądzielski, dziekan płocki
- 1699–1706 – Stanisław Krajewski herbu Jasieńczyk, wcześniej dziekan kapituły kaliskiej, kanonik płocki, od 1692 prałat kanclerz kapituły płockiej
- 1706–1709 – Tomasz Pawłowski, przedtem proboszcz w Dobrzykowie
- 1709–1710 – Andrzej Rostkowski, kanonik płocki
- 1710–1719 – Wojciech Mdzewski herbu Dołęga, od 1714 r. kanonik płocki, zrzekł się probostwa i został kanonikiem łowickim, zm. 1710.
- 1719–1733 – Wojciech Ksawery Sadziński, archiprezbiter, przeszedł na probostwo w Bulkowie
- 1735–1744 – Paweł Wilgieński, doktor obojga praw, dziekan kapituły św. Bartłomieja, w 1744 r. zrzekł się i został kanonikiem pułtuskim i kanonikiem w Kolnie.
- 1745–1773 – Stanisław Starorypiński, kanonik i sędzia w konsystorzu płockim
- 1773–1791 – Wojciech Józef Gadomski, prałat, od 1782 biskup sufragan płocki
- 1791–1815 – Bartłomiej Karol Mirecki, kanonik, dziekan kolegiaty
- 1815–1821 – Łukasz Przyłuski, kanonik katedralny płocki
- 1821–1842 – Hilary Zawadzki, dominikanin, wybrany na prośbę mieszczan
- 1842–1845 – Łukasz Płoski, komendarz
- 1845–1879 – Franciszek Szanior, kanonik honorowy płocki
- 1880–1901 – Kazimierz Weloński, prałat, rektor Seminarium Duchownego w Płocku, w 1901 wstąpił do zakonu oo. paulinów na Jasnej Górze, gdzie został przeorem
- 1901–1909 – Wincenty Petrykowski, profesor Seminarium Duchownego, zm. 1927
- 1909–1936 – Adolf Modzelewski, prałat, profesor Seminarium Duchownego, od 1936 prałat katedry, zamordowany niemieckim obozie koncentracyjnym Soldau (KL) w Działdowie w 1941
- 1936–1940 – Zygmunt Mosielski, kanonik honorowy pułtuski, dziekan płocki, zm. 1940
- 1940–1958 – Stanisław Figielski, infułat, doktor, w latach 1940–1946 administrator apostolski diecezji płockiej
- 1958–1985 – Seweryn Wyczałkowski, prałat, profesor Seminarium Duchownego, zm. 1986
- 1985–1986 – Stanisław Bońkowski, doktor, profesor Seminarium Duchownego, zm. 1988
- 1986–2004 – Ryszard Dybiński, kanonik płocki
- 2004–2008 – Janusz Cegłowski, kanonik pułtuski
- 2008–2021 – Wiesław Kazimierz Gutowski, prałat kolegiacki płocki, prepozyt kapituły kolegiackiej płockiej
- od 2021 – ks. kan. dr Jarosław Kamiński, kanonik kolegiacki płocki